# Tramway de Bendigo
Le tramway de Bendigo est le réseau de tramway de la ville de Bendigo, en Australie. Ouvert le 14 juin 1890, il cessa ses activités en avril 1972. En décembre de la même année, il rouvrit en tant que tramway touristique.